# Harpactira lyrata
Harpactira lyrata là một loài nhện trong họ Theraphosidae.
Loài này thuộc chi Harpactira. Harpactira lyrata được Eugène Simon miêu tả năm 1892.